# Walter Norblad

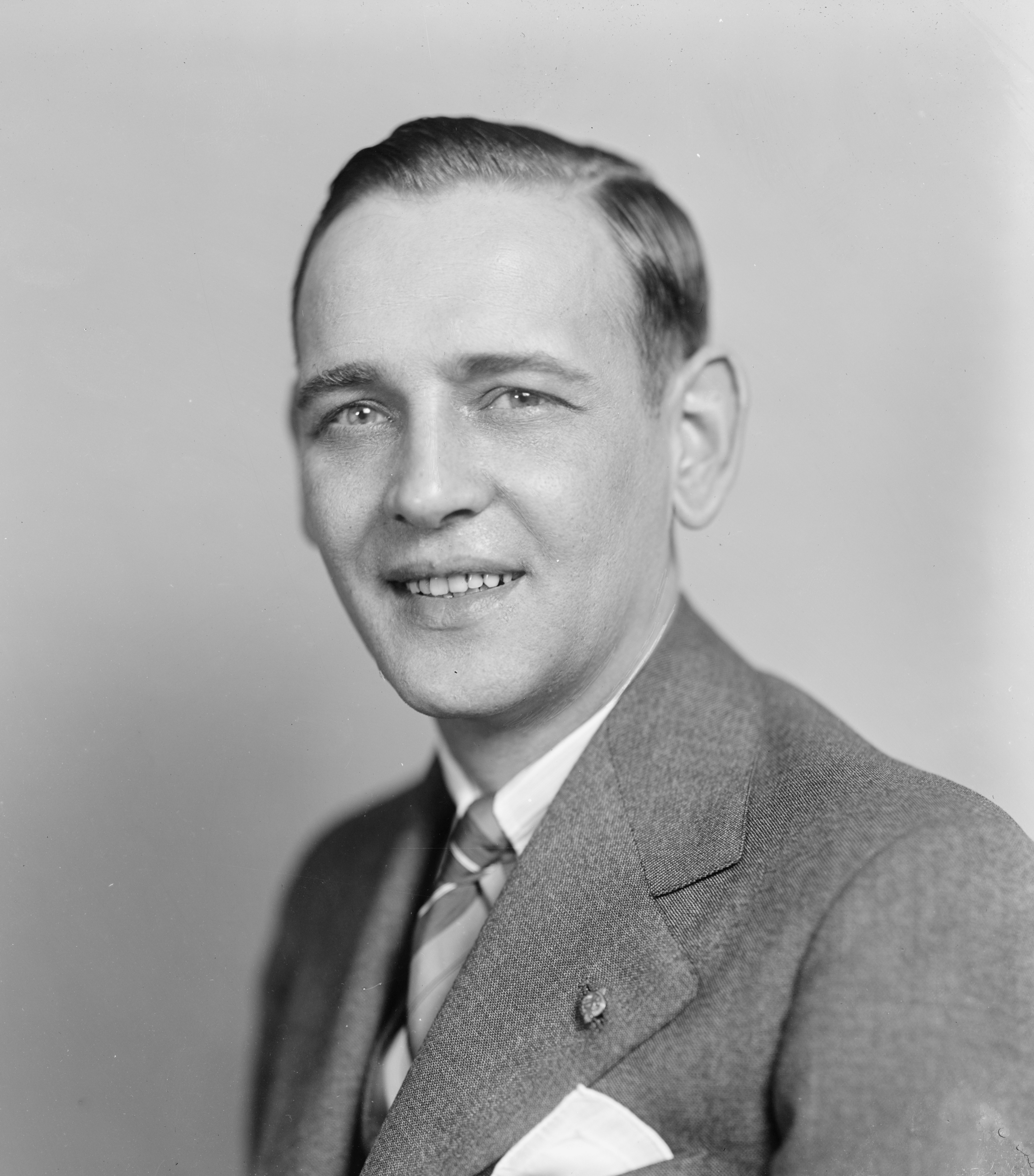
A. Walter Norblad

Albin Walter Norblad junior (* 12. September 1908 in Escanaba, Michigan; † 20. September 1964 in Bethesda, Maryland) war ein US-amerikanischer Politiker.
Norblad wurde 1908 in Michigan als Sohn des späteren Gouverneurs von Oregon, Albin Walter Norblad, geboren. Im selben Jahr zog seine Familie nach Astoria in Oregon. Er besuchte die New Mexico Military Academy in Roswell und studierte an der University of Oregon in Eugene. 1932 beendete er sein Studium und wurde in die Anwaltschaft aufgenommen. Norblad begann nun in Astoria zu praktizieren. Von 1935 bis 1937 war er Abgeordneter im Repräsentantenhaus von Oregon. Als Mitglied der Republikanischen Partei war Norblad 1940 Delegierter zur Republican National Convention in Philadelphia.
Norblad wurde in einer Sonderwahl in den Kongress gewählt, um dort im Repräsentantenhaus den vakanten Sitz des verstorbenen James W. Mott neu zu besetzen. Damit vertrat Norblad den Bundesstaat Oregon vom 18. Januar 1946 bis zu seinem Tod am 20. September 1964. Norblad wurde auf dem Lone Oak Cemetery in Stayton, Oregon beigesetzt.
In der durch Norblads Tod nötig gewordenen Sonderwahl wurde der Republikaner Wendell Wyatt in das Repräsentantenhaus der Vereinigten Staaten gewählt.